# Houlque molle
Holcus mollis
Espèce
Classification phylogénétique
La Houlque molle (Holcus mollis) est une plante herbacée vivace de la famille des Poacées, sous-famille des Pooideae, tribu des Aveneae, assez commune en Europe, par exemple dans les prairies permanentes et les landes sur sol acide et siliceux. Elle n'est pas cultivée comme fourrage mais parfois comme plante ornementale.

## Synonyme
- Notholcus mollis (L.) Hitchc.

## Description
La houlque molle est une espèce vivace par ses rhizomes de 50 cm de long environ.

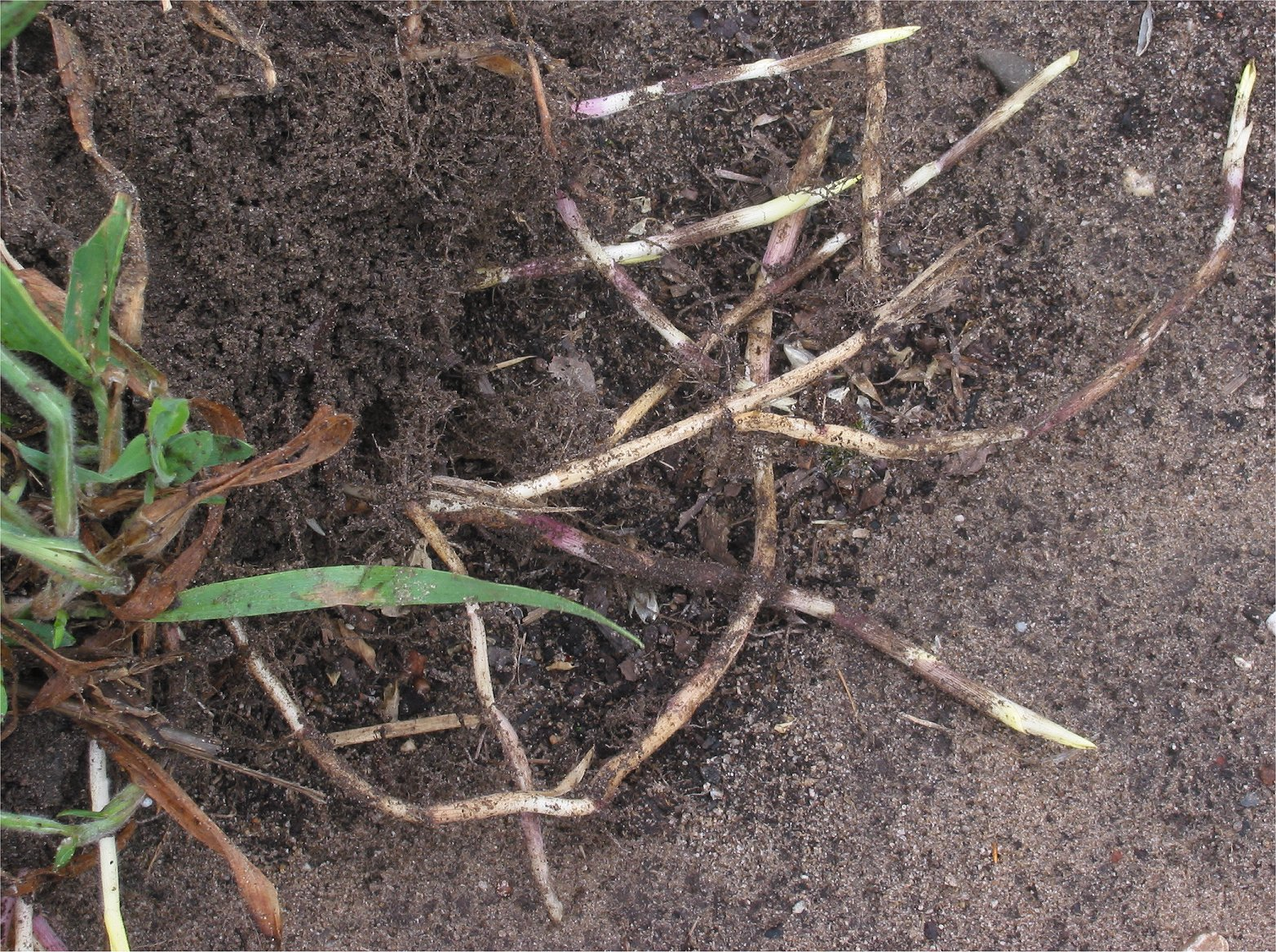
Rhizomes

Les rhizomes, qui poussent à 5 cm de profondeur, voire plus, se développent durant la saison de végétation, de mai à novembre, mais plus rapidement entre la mi-juin et la mi-juillet.
Ces rhizomes ont de nombreux bourgeons dormants qui ne se développent qu'en cas d'accident, permettant alors la naissance de pousses aériennes sur les fragments de rhizomes.
Les tiges portent de longs poils épais au niveau des nœuds.

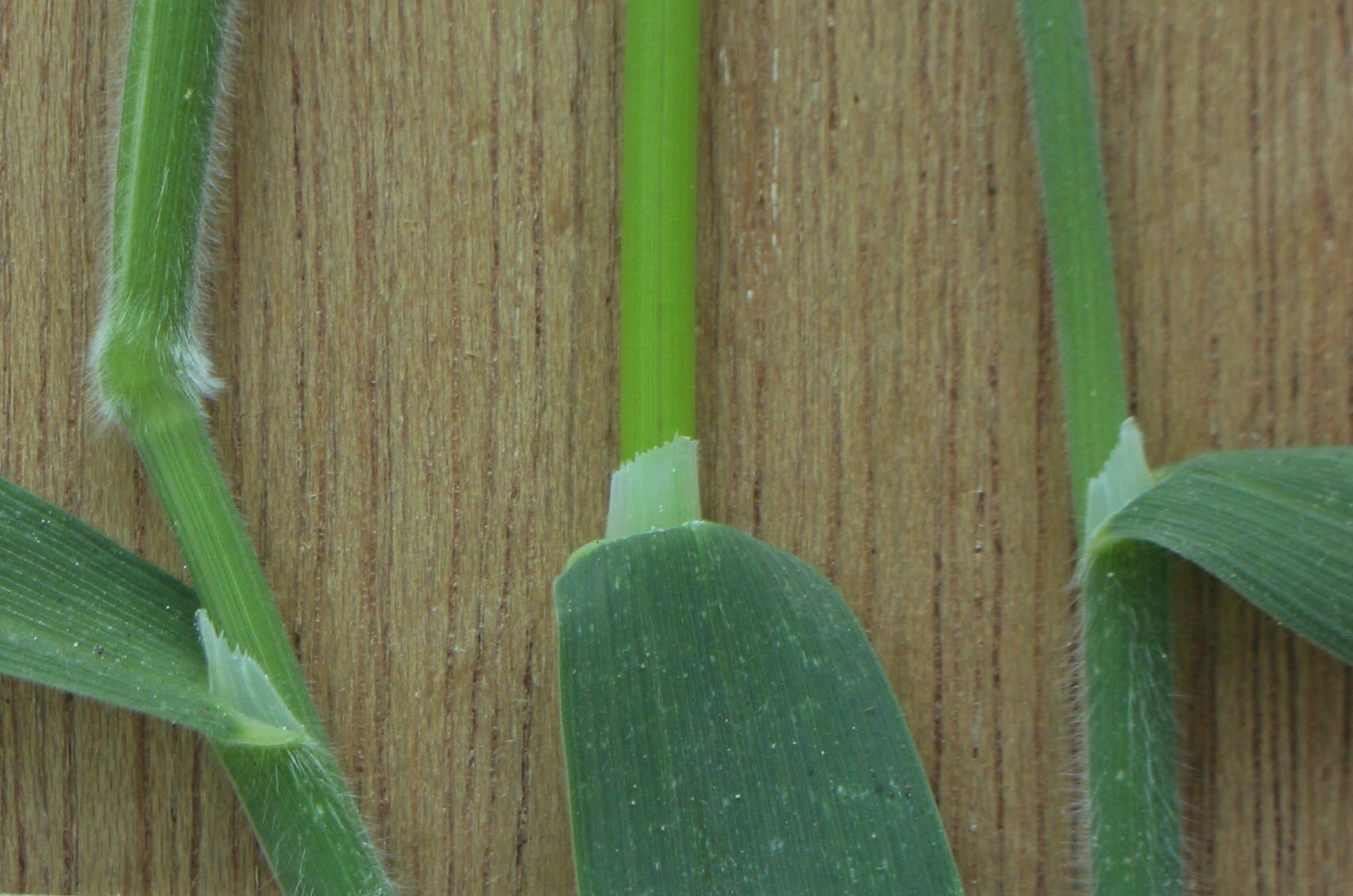
Ligule

Les feuilles, vert-grisâtre, ont un limbe poilu à la face supérieure. La gaine est fendue et porte une ligule relativement longue (5 mm).
Elle fleurit de mai à juillet. L'inflorescence est une panicule de couleur gris violet, à consistance molle, portant des épillets biflores.
Dans une étude sur les adventices des céréales dans le centre-sud de l'Angleterre en 1982, on a constaté la présence de cette plante dans 1 % des orges d'hiver, mais pas du tout dans les blés d'hiver et les orges de printemps.
Une variante hybride pentaploïde de houlque molle est commune en Grande-Bretagne. Elle est stérile mais se propage facilement par voie de multiplication végétative sur les sols labourés.

## Aire de répartition et habitat
Cette espèce est originaire principalement d'Europe, des pays scandinaves jusqu'au Portugal et à la Grèce, et de l'Irlande à l'Ukraine et à la Russie, ainsi que de l'Afrique du Nord (Algérie). On la trouve également dans les îles de l'Atlantique (Madère, Açores).
Elle s'est naturalisée dans de nombreux pays.

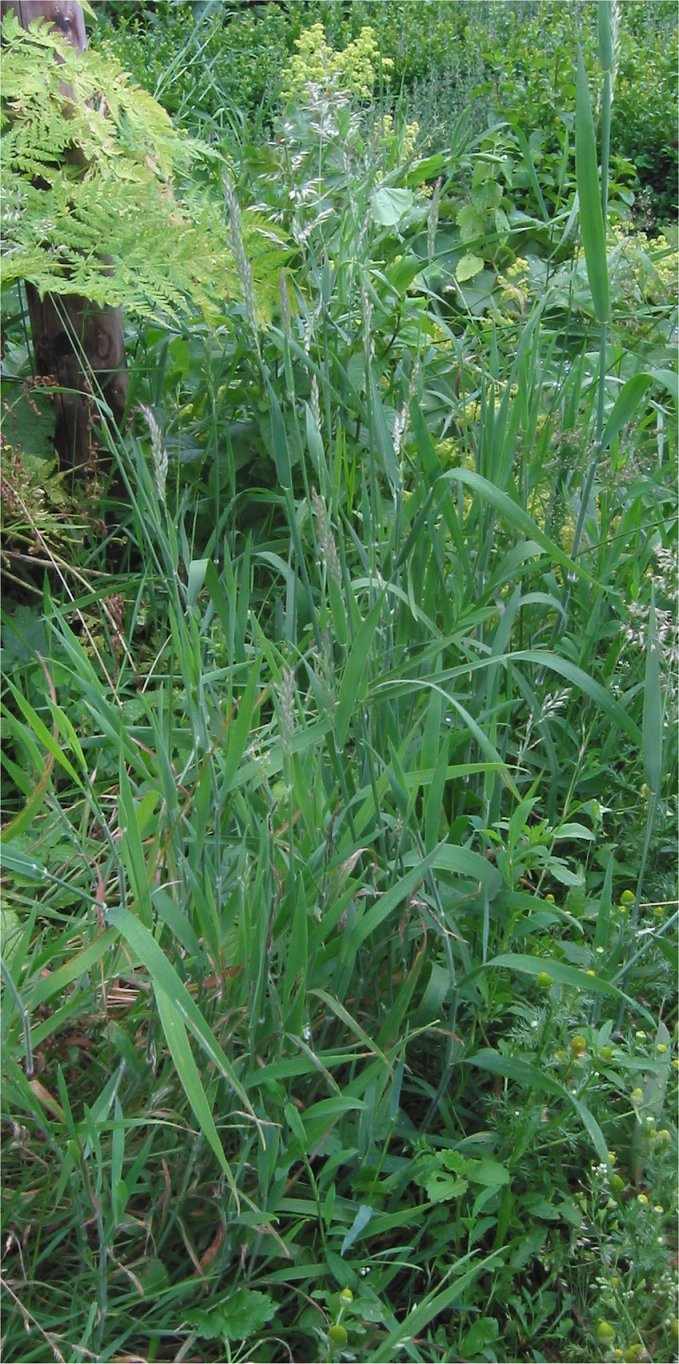
Aspect général

C'est une plante qui préfère les sols siliceux, humides mais bien drainés, à texture moyenne ou légère et riches en matière organique ; elle est absente des régions à sols calcaires ou trop riches, et pousse souvent avec la fougère aigle.

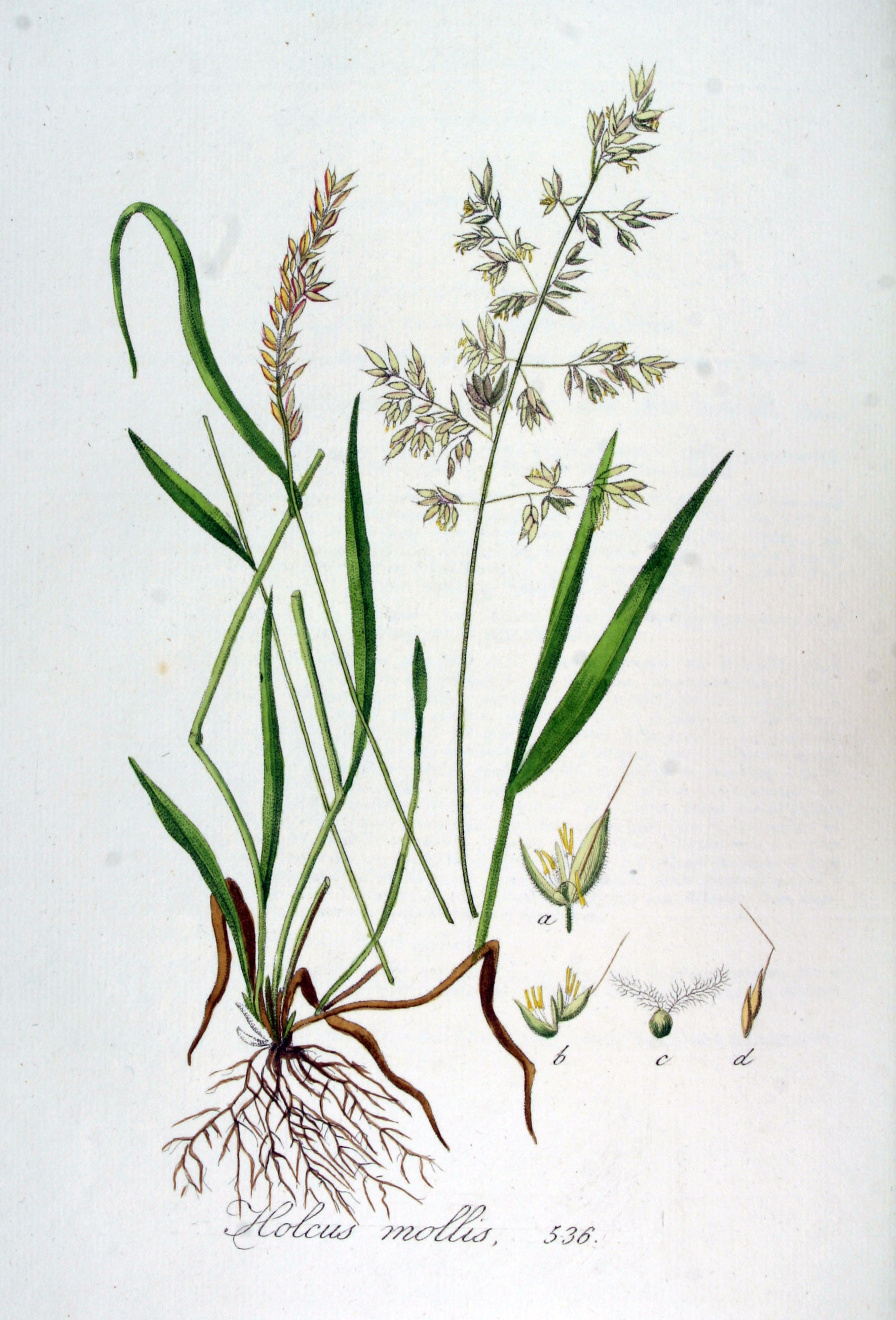
Houlque molle, planche botanique, Flora batava, 1830

C'est plutôt une plante d'ombre qui trouve des conditions favorables dans les clairières et les bois soumis au recépage. Sa croissance et sa floraison souffrent du développement du couvert des arbres. C'est souvent une relique d'une ancienne végétation boisée, survivant dans les prairies ouvertes ou les landes herbeuses après déboisement, malgré sa préférence pour l'ombre. Outre les prairies, on trouve cette plante rudérale communément au bord des chemins et dans les haies.

## Utilisation

### Présence dans les prairies
La houlque molle a une valeur fourragère médiocre et de ce fait n'est pas semée mais peut être très présente  dans les prairies permanentes sur sol siliceux et acide.
Elle est surtout considérée comme une mauvaise herbe dans les cultures.

### Graminée ornementale
Le cultivar Holcus mollis albovariegatus, disponible en Europe, offre un feuillage vert argenté strié de blanc. Il est aussi appelé chiendent argenté.